# Gran Premi del Somme
El Gran Premi del Somme (en francès Grand prix de la Somme) és una cursa ciclista francesa que es disputa des de 1986 per les carreteres del Somme, a la Picardia. Inicialment anomenada Tour del Somme, la cursa fou reservada a amateurs fins al 1998. Aquest canvi anà lligat al pas de cursa d'un sol dia a cursa per etapes. Després d'una edició, el 2002 com una cursa d'un sol dia, tornà a disputar-se per etapes fins al 2006.
Des del 2005 forma part de l'UCI Europe Tour amb una cateogoria 2.2, per passar a 1.1. el 2007 en convertir-se en cursa d'un sol dia. El 2008 va prendre el nom actual.

## Palmarès
| Any                  | Vencedor               | Segon              | Tercer             |
| -------------------- | ---------------------- | ------------------ | ------------------ |
| Tour del Somme       |                        |                    |                    |
| 1986                 | Peter Gylling          |                    |                    |
| 1987                 | Olaf Lurvik            |                    |                    |
| 1988                 | Gérard Aviegne         |                    |                    |
| 1989                 | Jean-François Laffille |                    |                    |
| 1990                 | Pascal Chanteur        |                    |                    |
| 1991                 | Hervé Boussard         |                    |                    |
| 1992                 | Philippe Gaumont       |                    |                    |
| 1993                 | Frédéric Pontier       |                    |                    |
| 1994                 | Jérôme Delbove         |                    |                    |
| 1995                 | Denis Dugouchet        |                    |                    |
| 1996                 | Jan Valach             |                    |                    |
| 1997                 | Martial Locatelli      |                    |                    |
| 1998                 | Jean-Michel Thilloy    |                    |                    |
| 1999                 | Bert Roesems           | Christian Poos     | Linas Balciunas    |
| 2000                 | Michael Rich           | Noan Lelarge       | Michel van Haecke  |
| 2001                 | Laurent Estadieu       | Staf Scheirlinckx  | Jürgen Guns        |
| 2002                 | Sergey Krushevskiy     | Pierre Bourquenoud | Ludovic Auger      |
| 2003                 | Frédéric Gabriel       | Thomas Voeckler    | Christophe Rinero  |
| 2004                 | Sergey Krushevskiy     | Andrei Ptchelkin   | Frédéric Mille     |
| 2005                 | Erki Pütsep            | David Le Lay       | Mark Scanlon       |
| 2006                 | Romain Feillu          | Dmitry Kozontchuk  | Gabriel Rasch      |
| 2007                 | Christophe Riblon      | Yoann Offredo      | Martin Elmiger     |
| Gran Premi del Somme |                        |                    |                    |
| 2008                 | William Bonnet         | Janek Tombak       | Sébastien Turgot   |
| 2009                 | Iauhèn Hutaròvitx      | Anthony Ravard     | Nadir Haddou       |
| 2010                 | Martin Elmiger         | Michael Stevenson  | Anthony Ravard     |
| 2011                 | Anthony Roux           | Lloyd Mondory      | Fabian Wegmann     |
| 2012                 | Evaldas Šiškevicius    | Clément Koretzky   | Mickaël Delage     |
| 2013                 | Preben Van Hecke       | Jean-Luc Delpech   | Nick van der Lijke |
| 2014                 | Iauhèn Hutaròvitx      | Tom Van Asbroeck   | Yannick Martinez   |
| 2015                 | Quentin Jauregui       | Anthony Delaplace  | Alo Jakin          |
| 2016                 | Daniel McLay           | Nacer Bouhanni     | Yannis Yssaad      |
| 2017                 | Adrien Petit           | Rudy Barbier       | Lorrenzo Manzin    |
| 2018                 | no disputat            | no disputat        | no disputat        |
| 2019                 | Lorrenzo Manzin        | Romain Feillu      | Pierre Barbier     |
| 2020                 | no disputat            | no disputat        | no disputat        |
| 2021                 | Tom Mazzone            | Jason Tesson       | Gil D'heygere      |
| 2022                 | Rait Ärm               | Alfie George       | Aivaras Mikutis    |
| 2023                 | Bastien Pichon         | Michiel Lambrecht  | Axel Huens         |
| 2024                 | Corentin Devroute      | Kévin Le Cunff     | Nicolas Silliau    |